# Bellevalia modesta
Bellevalia modesta är en sparrisväxtart som beskrevs av Per Erland Berg Wendelbo. Bellevalia modesta ingår i släktet Bellevalia och familjen sparrisväxter. Inga underarter finns listade i Catalogue of Life.